# Gabriel Brezoianu
Pas d'image ? Cliquez ici

a Compétitions nationales et continentales officielles uniquement.

b Matchs officiels uniquement.
Gabriel Brezoianu, né le 18 janvier 1977 à Bucarest, est un joueur de rugby à XV international roumain, évoluant au poste de centre.

## Biographie
Il obtient sa première cape internationale avec l'équipe Roumanie le 1er juin 1997 à l’occasion d’un match contre la France pour une défaite 51-20 à Bucarest.
En 2006, il rejoint le Racing Métro 92.
Sur l'ensemble de sa carrière internationale, il dispute les Coupes du monde en 1999, 2003 et 2007.

## Carrière
- 1995-1999 : RCM Timișoara
- 1999-2000 : RC Steaua Bucarest
- 2000-2003 : CA Bègles-Bordeaux
- 2003-2006 : US Dax
- 2006-2007 : Racing Métro 92
- 2007-2008 : Tarbes Pyrénées
- 2008-2009 : RC Meaux
- 2009-2010 : Stade domontois[3]
- 2011-2013 : UMS Pontault-Combault

## Statistiques en équipe nationale
- 71 sélections
- 142 points (28 essais)
- Sélections par année : 1 en 1996, 1 en 1997, 6 en 1998, 5 en 1999, 6 en 2000, 6 en 2001, 10 en 2002, 11 en 2003, 8 en 2005, 8 en 2006, 9 en 2007
- Coupes du monde disputés :
  - 1999 : 3 sélections (Irlande, Australie, États-Unis)
  - 2003 : 4 sélections (Irlande, Australie, Argentine, Namibie)
  - 2007 : 3 sélections (Italie, Écosse, Nouvelle-Zélande)

## Palmarès
- Vainqueur du Championnat européen des nations en 2000 et 2002.